# Boykin spaniel
Boykin spaniel é uma raça de cães americana do tipo spaniel, desenvolvida no pântano do Rio Wateree no estado da Carolina do Sul, utilizada para caça de aves como perus e patos selvagens. É, portanto, uma raça do grupo Gun Dog.

## Características
Dócil, amável e bastante obediente. Assim é a raça Boykin Spaniel que é considerada bastante companheira, inteligente e leal. Outra característica marcante desse cachorro são os olhos amarelados que olham fixamente.

O seu revestimento é impermeável e geralmente ondulado, porém, os pelos lisos também são aceitos. Por ter pelagem comprida, a raça precisa de escovações diárias para que os pelos não fiquem embaraçados. Geralmente aparecem na cor marrom escura.

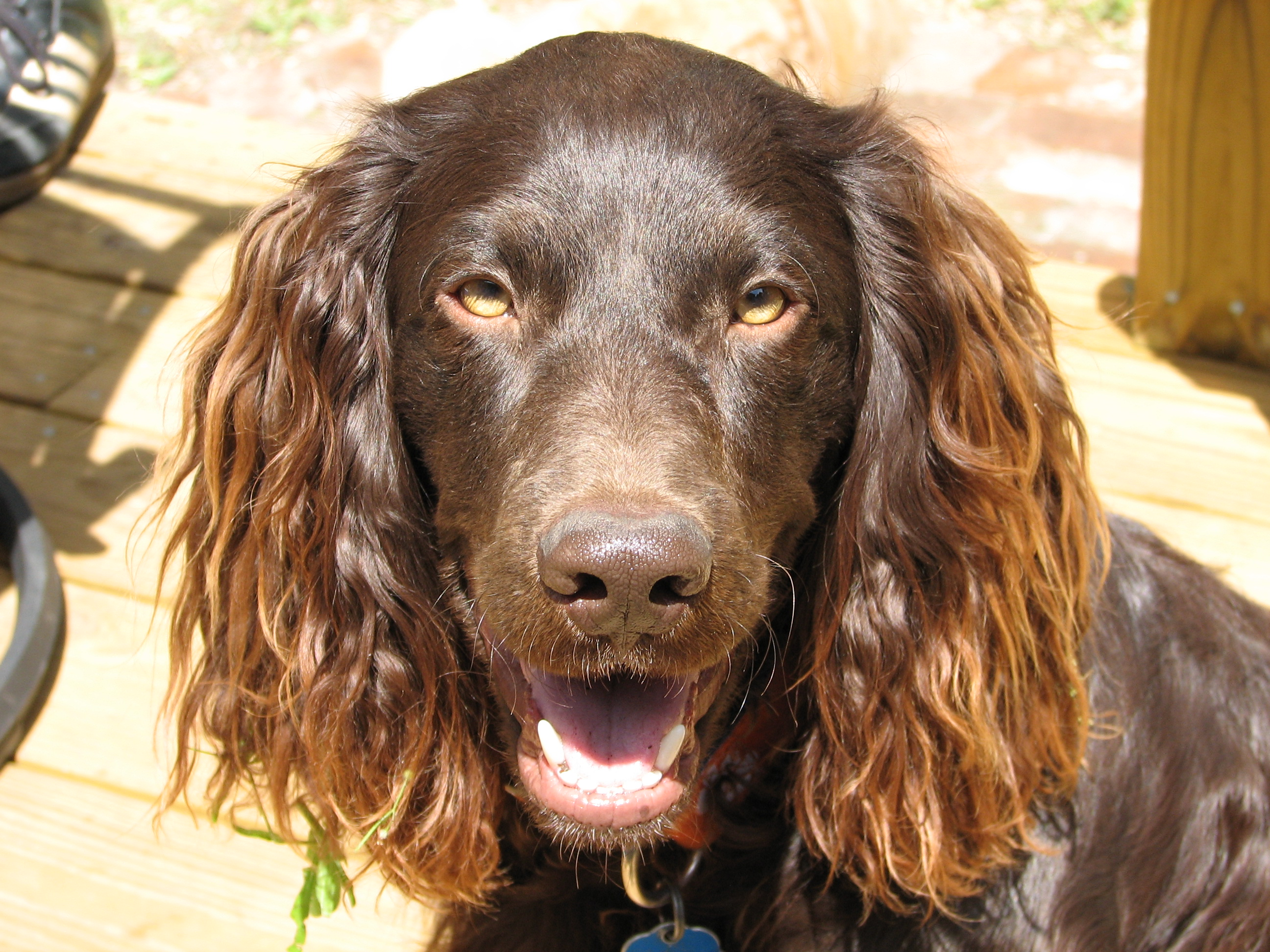
Boykin spaniel

Esse animal mede cerca de 38 a 46 centímetros. Seu peso varia entre 11 a 18 quilos. Sua expectativa de vida varia entre 14 e 16 anos.
São excelentes nadadores e adoram sempre brincar com água. Por ser uma característica do spaniel, são comuns as infecções de ouvido, por isso, sempre que o cachorro brincar com água ou for tomar banho, precisa que as orelhas sejam limpas e secas de forma correta para que não ocorram problemas posteriores.
O animal é um bom farejador. Se sentir o cheiro de alguma coisa que tem interesse, é capaz de ficar andando durante horas. O problema é o animal acabar se perdendo e não saber voltar.

## Origem
Por volta do início do século XX, apareceu um cachorro com características parecidas com o atual Boykin Spaniel. Na época, descobriu-se a grande habilidade da raça para a caça.
Não se sabe ao certo que raça era essa, mas acredita-se que o Boykin é o resultado de cruzamentos entre as raças Água Spaniel Americano, Springer Spaniel, Ponteiros e Retrievers.
Nos Estados Unidos, a raça é bastante popular, principalmente por ser um bom farejador.